# Красный Восток (посёлок, Аургазинский район)
Красный Восток  — посёлок, бывший населённый пункт в Аургазинском районе Башкортостана, в 2005 году присоединён к деревне Новофёдоровка (Ибраевский сельсовет).
Население на 1 января 2002 года составляло 55 человек, 33 мужского и 22 женского пола.
Располагается на северо-восточной окраине Новофёдоровки, от основной части деревни отделён речкой. На востоке примыкает к лесному массиву.

## История
Закон «О внесении изменений в административно-территориальное устройство Республики Башкортостан в связи с образованием, объединением, упразднением и изменением статуса населенных пунктов, переносом административных центров» от 20 июля 2005 года N 211-з постановил:
2. Объединить следующие населенные пункты с сохранением наименований:

2) в Аургазинском районе:

поселок Красный Восток и деревню Новофедоровка Ибраевского сельсовета, установив объединенному населенному пункту тип поселения — деревня, с сохранением наименования «Новофедоровка»;